# Machteld van Foreest
Machteld van Foreest (genoemd 1250), was een edelvrouw en ambachtsvrouw van de Rijnlandse ambachtsheerlijkheid Middelburg.
Machteld van Foreest is de stammoeder van het Hollandse geslacht Van Foreest. Zij wordt zijdelings vermeld in een grafelijke oorkonde van 27 juli 1250. Uit de ligging van de goederen die daar worden genoemd, heeft men geconcludeerd dat zij toen vrouwe van Middelburg was. De naam van haar heerlijkheid wordt in deze akte echter niet genoemd.
Het is aannemelijk dat Willem van Foreest haar oudste zoon en leenopvolger is, want volgens zijn testament uit 1278 omvat zijn nalatenschap de Rijnlandse heerlijkheid wat toen nog terrarum de Foreest heette. Mogelijk had Machteld ook een jongere zoon Arnoldus, die in de periode 1249 - 1304 een kerkelijke loopbaan volgde.
Hoewel er weinig bekend is over de afkomst van Machteld van Foreest, wijst haar titel nobilis mulier (edelvrouw) op zeer voorname voorouders. De gelijke (mannelijke) titel nobilis vir (edelman) wordt in het grafelijk oorkondenboek toebedeeld aan haar buurman, Willem I van Brederode, de bouwer van het kasteel Brederode bij Santpoort, en een afstammeling van het huis Teylingen. In het grafelijk oorkondenboek deelt zij de titel nobilis mulier met slechts twee vrouwelijke tijdgenoten, namelijk de gravinnen Aleid van Holland en Margaretha van Vlaanderen.
Machteld van Foreest zou mogelijk uit het Duitse Rijnland afkomstig zijn. Zo is er in een oorkonde van september 1241 sprake van een vrouwe Mathildis, weduwe van heer W. de Foresto, ridder, met zoons H. en Wilhelmus de Foresto. Het betreft een overeenkomst waarin vrouwe Mathildis en haar zoons tegenover het kapittel van Sint-Omaars en de Abdij van Sint-Bertinus afstand deden van hun rechten op de tiende en het schoutambt van Frechen om ze vervolgens op bepaalde voorwaarden in leen te krijgen. De bakermat van dit adellijke geslacht de Foresto ligt in het Duits-Rijnlandse Forst, tegenwoordig een stadsdeel van Aken. Dat blijkt onder andere uit de archieven van de Sint-Marie te Aken en de Abdij van Burtscheid.
Het is onwaarschijnlijk dat deze weduwe Mathildis de Foresto enig belang in het graafschap Holland zou hebben verworven zonder koninklijke begunstiging. Al sinds de tijd van Karel de Grote had de koning de verheven plicht bescherming te geven aan weduwen en wezen. Mogelijk hebben deze overwegingen de (aanstaande) Roomskoning Willem II van Holland doen besluiten het gebied Middelburg met tiende en ambacht toe te wijzen aan deze weduwe en haar kinderen.